# Csúsztatás (repülés)

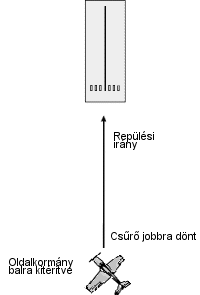
Csúsztatás: a pilóta az oldalkormányt balra, a csűrőt jobbra téríti ki

A csúsztatás olyan szándékosan létrehozott repülési helyzet, amikor a levegőhöz viszonyított mozgás iránya nem esik egybe a repülőgép hossztengelyével. A manőver célja az, hogy a repülőgép gyorsan veszítsen magasságából anélkül, hogy sebessége számottevően megnövekedne. Csúsztatás közben a repülőgép vezetője az oldalkormányt és a csűrőt ellentétesen téríti ki, és e két kormány összehangolt kezelésével stabil, teljesen kormányozható repülési helyzetben tartja a repülőgépet. A csúsztatás különösen fontos a motor nélküli repülésben, de a technika elsajátítása része mindenféle repülőgép-vezetői képzésnek.

## Végrehajtása
A csúsztatás során a repülőgép-vezető az oldalkormányt az egyik irányba kitéríti. Ennek hatására a repülőgép orra az oldalkormány által meghatározott irányba fordul, de – tekintve, hogy a repülőgépre oldalirányú erő nem hat – a mozgás iránya nem változik meg, hanem a gép az eredeti pályáján, immár oldalazva folytatja útját. A kitérés oldalán lévő szárny a törzs részleges szélárnyékába kerül, ezért a rajta képződő felhajtóerő aszimmetrikusan csökken, és a repülőgép a szélárnyékba került szárny irányába dőlne, ha a pilóta ezt a csűrő ellenirányú kitérítésével nem akadályozná meg. A csűrő és az oldalkormány összehangolt működtetésével azonban a repülőgép a csúsztatás során stabil, teljesen kormányozható helyzetben tartható. A csúsztatás megszüntetésére a repülőgép-vezető egyszerűen középhelyzetbe hozza a csűrőt és az oldalkormányt. A csúsztatást a földet érés előtt meg kell szüntetni, hogy elkerüljük a futómű oldalirányú terhelését.

## A repülőgép viselkedése csúsztatás közben
Csúsztatás közben a repülőgép aerodinamikai tulajdonságai lényegesen leromlanak, a légellenállás megnő, a siklószám csökken. A repülőgép zajosabbá válik (ez különösen a vitorlázó repülőgépek esetében markáns). Mivel a Pitot-cső tengelyiránya nem esik egybe a menetiránnyal, a sebességmérő ilyenkor megbízhatatlan.

## Alkalmazás
A repülés során időről időre szükséges lehet a magasság erőteljes csökkentése. Ennek legkézenfekvőbb módja az, hogy a pilóta a magassági kormány segítségével a repülőgép orrát lefelé nyomja, és ezzel a repülőgépet meredeken lejtő siklópályára kényszeríti. Ennek azonban az a következménye, hogy a sebesség megnő (hasonlóan ahhoz, ahogy a meredek lejtőn guruló autó sebessége is megnövekszik). Ez bizonyos helyzetekben (például leszálláskor) nemkívánatos. A sebességnövekedés ellensúlyozására a repülőgép-vezető kinyithatja a féklapokat (leszállás közben ez rutinszerű eljárás), azonban előfordulhat, hogy az így elérhető magasságcsökkenés nem eléggé gyors. Ilyenkor alkalmazható technika a csúsztatás, ami radikális, drasztikus magasságvesztéshez vezet a sebesség számottevő megnövekedése nélkül.
A gyakorlatban csúsztatásra a leggyakrabban akkor kerül sor, ha a pilóta rosszul számítja ki a leszállás során a repülőgép helyzetét, és túlságosan nagy magasságban van a földetérés kívánt helyétől mért vízszintes távolsághoz képest. Ilyenkor a csúsztatás biztosítja a gyors korrekció lehetőségét, a leszállás tervezett helyéhez vezető siklópálya elérését.

## A csúsztatáshoz hasonló repülési helyzetek
A csúsztatáshoz hasonló, de azzal össze nem tévesztendő repülési helyzet a csúszás, amikor az oldalkormány és a csűrőkormány nem megfelelően összehangolt működése következtében a repülőgép oldalazó mozgást végez. Ez legtöbbször rosszul végrehajtott fordulók közben fordulhat elő, gyakorlatlan pilóták repüléstechnikai hibájaként.
Olyankor is előfordul, hogy a repülőgép nem a hossztengelye irányában mozog a földhöz képest, amikor a repülés oldalszélben történik. Ilyenkor a repülőgépnek a földhöz képesti sebességvektora a levegőhöz képesti sebességvektor és a szélsebességvektor eredője. Ez különösen oldalszélben való leszálláskor látványos, amikor a repülőgép-vezető a kilebegtetés során rátart az oldalszélre (enyhén az oldalszél irányába fordítja a repülő orrát), és a földről nézve enyhén oldalirányba sodródik a leszállópálya mentén. (Ilyenkor is fontos, hogy a földetérés pillanatában egyenesbe fordítsa a pilóta a gépet, hogy a futómű ne sérüljön.) Ez a repülési helyzet azonban különbözik a csúsztatástól, mert ilyenkor a repülő levegőhöz képesti mozgásiránya és hossztengelye egybeesik.
Vannak esetek viszont, amikor a pilóta szándékosan dönti meg és hagyja oldalirányba csúszni a repülőgépet. Ennek célja általában a gyors oldalirányú pályakorrekció, tipikusan olyankor, amikor a leszállósáv elfoglalásakor már nincs idő az oldaleltérést szabályos S-fordulóval korrigálni. Mivel az ilyenkor fellépő bedőlt helyzet az utasok számára kényelmetlen, utasszállító géppel csak másképp meg nem oldható probléma esetén használják ezt a manővert.